# Bernhard Walther

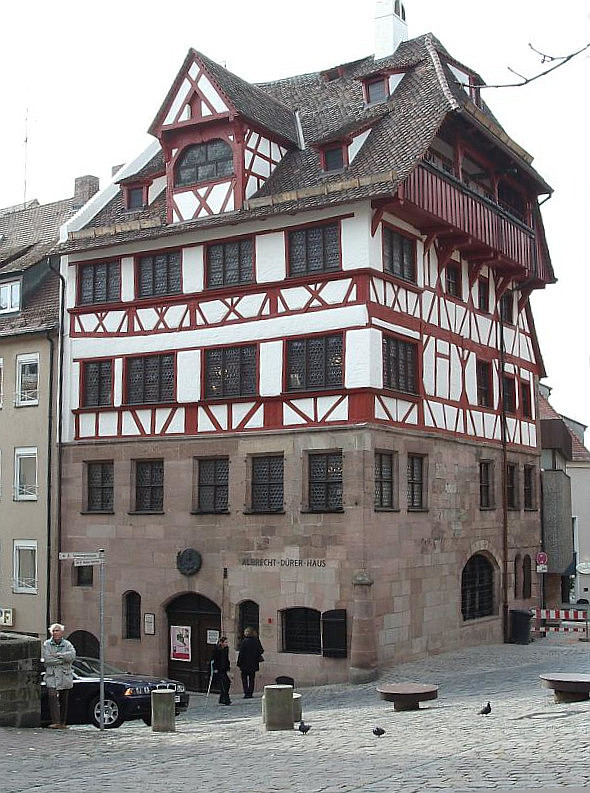
Wohnhaus Walthers, in dem sich das Observatorium befand. Heute Albrecht-Dürer-Haus

Bernhard Walther (* 1430 in Memmingen; † 19. Juni 1504 in Nürnberg) war ein Astronom, Humanist und Kaufmann. Der Schüler, Gönner und Nachfolger von Regiomontanus, seit 1467 Nürnberger Bürger, gilt als genauester astronomischer Beobachter seiner Zeit.

## Leben
Walther war zuerst Faktor der Memminger Vöhlin-Gesellschaft in Nürnberg und als solcher sehr erfolgreich und mit besonderen Vollmachten ausgestattet. Er spielte eine bemerkenswerte Rolle in Nürnberg. Als Gönner und Förderer des Regiomontanus ermöglichte er diesem den Bau der ersten Sternwarte in Deutschland. Später hatte er zu Albrecht Dürer Beziehungen, und vielleicht auch zu Veit Stoß, dessen Figuren Adam und Eva wohl durch die Welser-Vöhlin-Gesellschaft an den Lissaboner Hof gelangten. Er wurde 1501 in den größeren Rat der Stadt Nürnberg aufgenommen. Seine Ehe mit Christiane Amman (?–1498) blieb kinderlos und die Erben verschleuderten seine Bibliothek und Instrumente. Sein Haus wurde 1509 von Albrecht Dürer erworben und beherbergt heute ein Museum.

## Beitrag zur Astronomie
Walther ermöglichte es 1471 Regiomontanus, in Nürnberg eine Sternwarte und Buchdruckerwerkstatt einzurichten, welche er nach dessen Tod 1476 weiterführte. Er erwarb die Bibliothek und die astronomischen Instrumente seines Lehrers und Freundes, nachdem Hans von Dorn im Auftrag des ungarischen Königs Matthias Corvinus vergeblich mit dem Stadtrat von Nürnberg darüber verhandelt hatte. Insbesondere setzte er mit einem Astrolabium (messende Armillarsphäre) die von Regiomontanus begonnenen systematischen Beobachtungen der Planeten über 30 Jahre bis zu seinem Tode fort. Die Beobachtungszeit wurde meist klassisch über Sternhöhen bestimmt. Er verwandte aber auch als Erster eine (recht ungenaue) Räderuhr. Die damaligen Uhren hatten noch keinen Minutenzeiger, sodass er die Minuten aus der Stellung der Zahnräder ablas. Er war der erste Astronom, der die Refraktion des Lichtes in der Erdatmosphäre berücksichtigte. Dies sind die ersten „modernen“ Beobachtungsreihen. Regiomontanus beabsichtigte damit bessere Planetentafeln erstellen zu können, um präzisere Daten für die Erstellung von Horoskopen zu erhalten. Insgesamt ermittelten sie 746 Sonnenhöhen zur Bestimmung der Jahrespunkte und der Jahreslänge. Darüber hinaus maßen sie 615 Planetenpositionen mit Länge und Breite. Leider fand sich um 1500 niemand, der diese Messungen systematisch mit den überlieferten Planetentafeln verglich. Erst Tycho Brahe nahm die systematischen Beobachtungen wieder auf, wobei er sich teilweise bewusst an Messungen von Walther anlehnte, um eventuell zeitliche Veränderungen der Bahnparameter auffinden zu können.
Nikolaus Kopernikus verwandte die Merkurbeobachtungen, schrieb sie aber Schöner zu, der sie ihm vor der Publikation mitgeteilt hatte. Es gab 45 Beobachtungen, davon 14 mit Länge und Breite. In Kopernikus Hauptwerk werden drei Merkurbeobachtungen angeführt, jedoch nur die Längen. Sie stimmen aber nicht mit den 1544 veröffentlichten Werten überein. 1618 wurden sie von Willebrord Snell als Anhang zu Coeli et siderum in eo errantium observaciones hassiacae neu herausgegeben.
Walthers und Regiomontanus Messungen wurden erst 1544 von seinem Schüler Johannes Schöner (1477–1547) veröffentlicht: Observationes XXX annorum a I. Regiomontano et B. Walthero Norimbergae habitae.

## Meteorologie
Auch Wettervorhersagen wurden damals aus Horoskopen abgeleitet. Zur Überprüfung der Vorhersagen zeichneten Regiomontanus und Walther auch meteorologische Beobachtungen auf. Walthers Abhandlung Canones de judiciis aurae wurde von seinem der Astrologie anhängenden Schüler Johannes Schöner publiziert.

## Zeitmessung

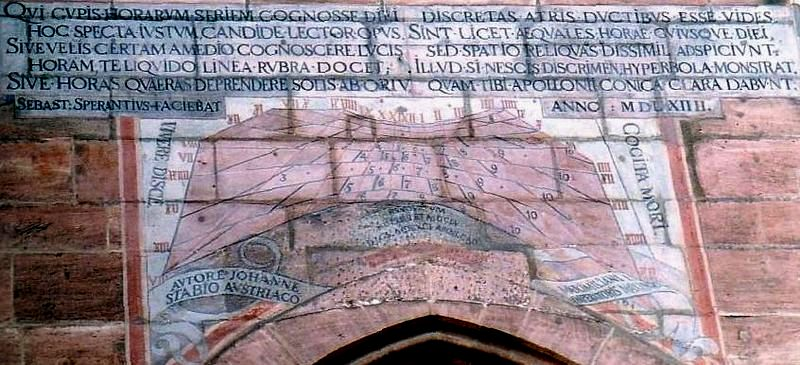
Sonnenuhr für Nürnberger (Tages-)Stunden an der Lorenzkirche zu Nürnberg

Auch und besonders durch seine astronomischen Arbeiten erwarb er sich hohes Ansehen in Nürnberg. So beauftragte ihn der Rat zu den Berechnungen des Verlaufs der Tageslängen, die 1489 der Reform der sogenannten Nürnbergischen Großen Uhr (Nürnberger Uhr) zugrunde gelegt wurden. Eine Änderung seiner Daten wurde erst 1700 durch die Einführung des Verbesserten Reichskalenders (vulgo Gregorianischer Kalender) in den protestantischen Ländern Deutschlands nötig. Die 1502 installierte Sonnenuhr am Ostchor der Lorenzkirche, die die Nürnbergischen Stunden anzeigt, wurde von Johannes Stabius unter Zuhilfenahme von Arbeiten Walthers berechnet. Walther hatte die Kegelschnittlehre des Apollonius von Perga aus dem Griechischen ins Lateinische übersetzt und eine Abhandlung über die Herstellung von Sonnenuhren mit Hilfe von Kegelschnitten verfasst. Beide Werke sind verschollen.

## Ehrungen
Johannes Hevelius ehrt ihn, indem er ihn auf dem Frontispiz seines Himmelsatlas Firmamentum Sobiescianum in eine Reihe mit Astronomen wie Tycho Brahe, Hipparchos, Ptolemäus und Kopernikus stellt. Der Krater Walther auf dem Erdmond trägt seinen Namen.

## Werke (Auswahl)
- Joannis Regiomontani et Waltheri.Scripta clarissimi mathematici. Nürnberg 1544
- Johannes Regiomontanus: Opera Collectanea. Otto Zeller, Osnabrück 1972 (enthält die überlieferten Beobachtungen von Bernhard Walther)